# Stephen Quest
Stephen Quest (* in Kent) ist ein britischer EU-Beamter und leitet seit Mai 2024 die Generaldirektion Humanressourcen und Sicherheit (DG HR).

## Leben und Wirken
Stephen Quest absolvierte 1986 ein Geschichtsstudium an der Universität York. Er war dann zunächst im britischen Arbeitsministerium und in der britischen Vertretung bei der EU tätig. In deren Dienst trat er 1993 und durchlief dort verschiedene Positionen bis zum Generaldirektor der Generaldirektion Datenverarbeitung (DG DIGIT) ab März 2013. Zwischen Januar 2016 und April 2020 leitete er als Nachfolger von Heinz Zourek die Generaldirektion Steuern und Zollunion (DG TAXUD). 2020 übernahm er die Leitung der Gemeinsamen Forschungsstelle der Europäischen Kommission (JRC), die er bis zum April 2024 innehatte.